# Adelaide (nome)
Adelaide  è un nome proprio di persona italiano femminile.

## Varianti
- Femminili: Adelaida[3], Adelasia
  - Ipocoristici: Ada[1][4], Adele[3][4], Alida, Alice[4]
- Maschile: Adelaido[3][4]

### Varianti in altre lingue
- Asturiano: Delaira[5]
- Catalano: Adelaida[5]
- Esperanto: Adelajdo
- Francese: Adélaïde[1][6], Adelaïde
- Germanico: Adalhaid[7], Adalheid[7], Adelheid[7], Adelheit[7], Adelaid[7], Adeleida[7], Adalheidis[1]
- Inglese: Adelaide[1][6]
  - Ipocoristici: Addie[1][6], Addy[1], Della[1][6], Elke[6]
- Olandese: Adelheid[1]
  - Ipocoristici: Aleid[1], Aleida[1], Elke[1][6]

- Polacco: Adelajda[1], Adelajdzie
- Portoghese: Adelaide[1], Adelaida[6]
- Spagnolo: Adelaida[1][5][6]
- Tedesco: Adelheid[1][2][3][6]
  - Ipocoristici: Heidi, Aleida[1], Aleit[1], Elke[1][6]
- Ungherese: Adelaida[1]

## Origine e diffusione
Deriva dal nome germanico Adalheidis, composto dalle radici adal (o athala, "nobile", "nobiltà") e heid ("stirpe", "famiglia", "tipo", "qualità", "modo di essere"); il suo significato può essere interpretato come "di nobile stirpe" o "dai modi nobili", "di aspetto nobile".
In Italia gode di buona diffusione, grazie alla notorietà di diverse figure storiche e religiose così chiamate. In Gran Bretagna venne introdotto una prima volta dai Normanni, ma cadde in disuso; tornò ad essere usato a partire dal XIX secolo grazie alla popolarità della regina Adelaide, moglie di re Guglielmo IV, da cui prende il nome anche la città australiana di Adelaide.

## Onomastico
L'onomastico si può festeggiare il 16 dicembre, in ricordo di sant'Adelaide, regina d'Italia come moglie di Lotario II, poi imperatrice come moglie di Ottone I di Sassonia e infine reggente del Sacro Romano Impero. Si ricordano con questo nome anche, alle date seguenti:
- 5 febbraio, sant'Adelaide di Vilich, chiamata anche Alice, badessa di Colonia[8]
- 19 dicembre, beata Adelaide di Susa, marchesa di Torino[8]

## Persone

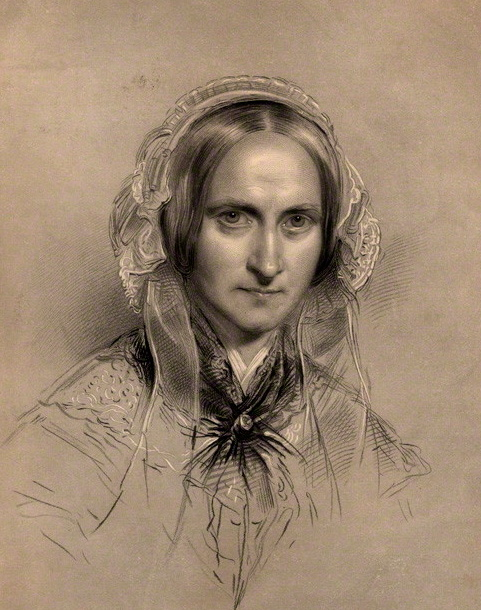
Adelaide di Sassonia-Meiningen

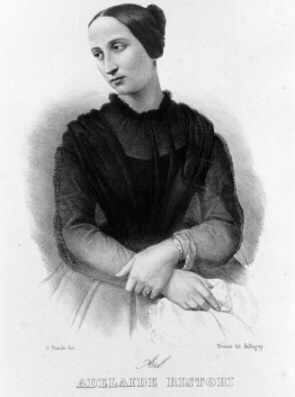
Adelaide Ristori

- Adelaide d'Angiò, contessa di Gévaudan, Forez, Tolosa, Provenza e regina d'Aquitania
- Adelaide d'Asburgo-Lorena, arciduchessa d'Austria-Ungheria
- Adelaide di Borbone-Francia, principessa di Francia
- Adelaide di Borgogna, regina d'Italia, reggente del Sacro Romano Impero e del Regno di Francia
- Adelaide di Kiev, Sacra Romana Imperatrice
- Adelaide di Sassonia-Meiningen, regina consorte del Regno Unito
- Adelaide di Susa marchesana di Torino, capostipite della dinastia sabauda
- Adelaide di Vilich, religiosa e santa tedesca
- Adelaide Antici Leopardi, madre di Giacomo Leopardi
- Adelaide Borghi-Mamo, mezzosoprano italiano
- Adelaide Cairoli, patriota italiana
- Adelaide Chiozzo, cantante e attrice brasiliana
- Adelaide Clemens, attrice australiana
- Adelaide Filleul, scrittrice francese
- Adelaide Kane, attrice australiana.
- Adelaide Kemble, soprano britannico
- Adelaide Pandiani Maraini, scultrice svizzera
- Adelaide Ristori, attrice teatrale italiana
- Adelaide Tosi, soprano italiano

### Varianti
- Adélaïde-Marie Champion de Cicé, religiosa francese
- Adélaïde Labille-Guiard, pittrice francese
- Aleida March, rivoluzionaria e politica cubana
- Addie McPhail, attrice statunitense

## Il nome nelle arti
- Heidi, il cui nome completo è proprio Adelaide, è il personaggio di un libro (in due parti) di Johanna Spyri da cui è stato tratto un celebre cartone animato giapponese, trasmesso in Italia a partire dal 1978.
- Adelaide è una poesia di Friedrich von Matthisson, poi musicata da Ludwig van Beethoven intorno al 1795-1796.
- Adelaide di Borgogna è un'opera lirica di Gioachino Rossini del 1817.
- L'Adelaide è un dramma per musica di Antonio Vivaldi del 1735.
- Adelaide Bertoglio è la protagonista del film del 2004 Se devo essere sincera, diretto da Davide Ferrario.
- Adelaide Bonfamille è un personaggio del film d'animazione Disney Gli Aristogatti.
- Adelaide Ciafrocchi è la protagonista del film del 1970 Dramma della gelosia (tutti i particolari in cronaca), diretto da Ettore Scola.
- Adelheid Möbius è la protagonista della serie televisiva Adelheid und ihre Mörder, interpretata dall'attrice Evelyn Hamann[9]
- Adelaide Grandi è un personaggio della serie televisiva Rai La dama velata.
- Adelaide di Sant'Erasmo è un personaggio della soap opera Il paradiso delle signore.